# Buffy och vampyrerna (säsong 3)
Buffy och vampyrerna (säsong 3) sändes 1998-1999. Under Buffys tredje och sista år på high school får vi följa Buffy och hennes vänner i kampen mot Borgmästaren.

## Sammanfattning av säsong 3
Under det tredje året går vännerna sista året på high school och alla tvingas inse att det är dags att växa upp. Buffy känner ångest inför sitt öde som Dråparen och ett liv utan Angel, men tar sig samman och återvänder till Sunnydale. Buffy börjar skolan igen efter att hon blivit utsparkad och träffar en normal kille, Scott. Dessutom går det bra i skolan. Men lugnet varar aldrig länge i Sunnydale. 
Mystiska krafter gör att Angel återvänder från det helvete Buffy skickade honom till för att stoppa Acathla. Buffy och Angel kommer överens om att de bara ska vara vänner, men båda två vet att deras relation egentligen är djupare än så. I avsnittet "Amends" vill Angel brinna i soluppgången för att skydda Buffy, men den enda snön som någonsin fallit över Sunnydale hindrar det. Angel vet att han inte kan vara med Buffy, det skulle göra honom lycklig och lycka är just det som skulle kosta honom hans själ. Han kan således inte ge Buffy det som hon förtjänar, ett lyckligt förhållande, därför lämnar han Sunnydale efter examensdagen.
Willow var tidigare en blyg och skolduktig flicka som alltid stod vid Buffys sida, samtidigt som hon försiktigt spanade på Xander. Nu kliver hon ut ur skuggan och prövar sina vingar. I avsnittet "Dopplegangland" möter man en Willow som är vampyr från en alternativ verklighet. Man får se en Willow med en mycket tuffare attityd trots att vampyren också uppbringar en mycket komisk skräck i Willow. Under året utvecklas Willows magiförmågor till en mer mogen nivå. Hon är också i ett verkligt förhållande med varulven och gitarristen Oz, men de gamla känslorna för Xander leder till ett felsteg mellan de två barndomsvännerna. Detta gör att Willow måste lära sig hur mycket det krävs för att återvinna förtroende och förtjäna förlåtelse. Efter incidenten blir kärleken mellan henne och Oz mycket seriösare än någonsin tidigare. Hennes hårda skolarbete lönar sig också när hon kommer in på alla universitet hon ansökt till; Harvard University, Yale University och Oxford University. Hon väljer dock att stanna i närheten av Helvetesgapet eftersom det är viktigt för henne är att kunna delta i kampen mot ondskan. 
Xander är tönten som aldrig får någon ordning på sitt liv, vare sig med skola eller med tjejer. Framtiden ser lite ljusare ut sedan han av oförklarliga skäl inlett en relation med skolans populäraste tjej, Cordelia Chase. Relationen kommer dock till ett abrupt slut efter att hon upptäcker hans affär med Willow. Efter många glåpord möts det före detta paret i någon ny slags vänskap när Xander köper en balklänning till Cordelia efter att hennes familj mist alla sina pengar. Xanders osäkerhet sitter dock inte bara i Cordelias spydiga kommentarer utan även i förhållandet till vännerna. Avsnittet "The Zeppo" markerar början på hans utveckling. Han inser sitt eget värde och blir mer självsäker. När det gäller skolan ägnar han den inte många tankar, inte mer än att han är glad att den snart är slut, för alltid. Kommande sommar tänker han köra bil genom hela USA, bara han och den öppna vägen. Xander har nämligen bestämt sig för att inte studera på college.
Giles har varit Buffys Väktare i tre år och under tiden som gått så har lärare och elev kommit varandra närmare. Buffy har en pappa som hela tiden sviker henne och Giles tar sig då an rollen som fadersfigur. Den närhet de två delar leder dock till att Giles blir sparkad från sitt jobb som Väktare i avsnittet Helpless. När Dråparen har fyllt arton år ska hon genomgå ett grymt prov, hon ska berövas sina krafter och ensam klara av en mäktig vampyr. Giles finner detta oacceptabelt och protesterar, vilket leder till att han får sparken. Under året hinner två nya väktare komma till Sunnydale. Den första, Mrs. Post, visar sig vara en bluff besatt av svart magi. Den andra, Wesley Wyndam-Pryce, är en oerhört stel typ som får Giles att likna en flummig tonåring. På tal om flummiga tonåringar så får Giles och alla andra vuxna i Sunnydale återuppleva sin ungdom när förtrollade kakor förvandlar dem till tonåringar för en kväll i avsnittet Band Candy. I denna episod dras Joyce och Giles till varandra.
Spike, Anya/Anyanka och Amy är några andra som dyker upp under säsongen. I Lover's Walk återvänder Spike till Sunnydale som en trasig man, eller en trasig vampyr, sedan Drusilla lämnat honom. Förutom den komedi han bidrar med kommer han också med goda insikter i Buffys och Angels förhållande. Anyanka är en mäktig demon som hämnas på män som har sårat kvinnor. I avsnittet The Wish har turen kommit till Cordelia eftersom Xander varit otrogen med Willow. Cordelias önskan om ett Sunnydale utan Buffy skapar en skräckvärld som gör att hon genast ångrar sig. Efter att Giles lyckas återkalla önskningen blir Anyanka fast på jorden som människan Anya Jenkins. Motvilligt faller hon lite för Xander. I brist på en annan tjej tar Xander med sig Anya till skolbalen. Då vi återser häxan Amy förvandlar hon sig till en råtta under en häxjakt i Sunnydale (i avsnittet "Gingerbread"), tyvärr kan ingen förvandla henne tillbaka. 
Faith Lehane är den nya Dråparen som blivit kallad då Kendra Young blev dödad av Drusilla. Om Kendra var motsatsen till Buffy åt ena hållet så är Faith motsatsen i andra änden av skalan. Först tycks de två Dråparna komma bra överens, men efter ett tag blir pressen av att leva i Buffys skugga för mycket för Faith. Faith blir allt mer vårdslös och när ett misstag leder till att hon dödar en människa är hon bortom räddning. Inte för att hon har dödat någon, det har hänt liknande misstag förr i Dråparhistorien, utan för att hon aldrig bearbetar händelsen. I stället tar hon sig tid att söka arbete, hos Borgmästaren, som råkar vara säsongens skurk. Borgmästaren har sålt sin själ för att ta sig uppåt i världen, och uppåt betyder att bli förvandlad till en demon. Till gängets stora förskräckelse ska denna förvandling ske på deras examensdag. Väktarrådet kräver att Buffy ska fokusera på Borgmästaren - trots att Faith har förgiftat Angel med en förgiftad pil och han kommer att dö om han inte får Dråparblod. Buffy säger upp kontakten med Väktarrådet och riskerar sedan sitt eget liv för att rädda Angel. Buffy ger sig iväg för att hitta Faith, hon behöver hennes blod till Angel. När hon hittar Faith slåss de och efter att Faith blivit knivhuggen av Buffy hoppar hon ner från taket och ner på en bil. I brist på annat Dråparblod offrar Buffy sitt eget blod för Angel och sjunker ihop på grund av blodbrist. Samtidigt ligger Faith på sjukhuset i koma. I en dröm får Buffy råd av Faith hur de ska döda Borgmästaren efter demonförvandlingen. Hela skolan måste samarbeta för att besegra honom och hans lakejer. När skolan sprängs med borgmästeren, förvandlad till en jättelik orm, inuti vet de att de har tagit sin examen.

## Avsnittsguide
| Nr i serien | Nr i säsongen | Titel                   | Regissör            | Manus                                                                  | Sändningsdatum          | Prod. kod    | Tittarsiffror (miljoner) |
| --- | ------------- | ----------------------- | ------------------- | ---------------------------------------------------------------------- | ----------------------- | ------------ | ------------------------ |
| 35 | 1             | "Anne"                  | Joss Whedon         | Joss Whedon                                                            | 29 september 1998       | 3ABB01       | 7.1                      |
| Efter att Buffy lämnat Sunnydale i slutet av säsong 2 lever hon nu under namnet Anne, ensam och undangömd tills hon en dag blir igenkänd av "Lily", en före detta vampyr-wannabe. Då Lilys pojkvän hittas mördad, och inte bara det, han har över en natt åldrats, upptäcker Buffy och Lily att ensamma ungdomar utnyttjas av en demon för att arbeta hårt för honom tills de dör i en underjordisk värld, en värld där tiden inte går i samma tempo som på jorden. |               |                         |                     |                                                                        |                         |              |                          |
| 36 | 2             | "Dead Man's Party"      | James Whitmore, Jr. | Marti Noxon                                                            | 6 oktober 1998          | 3ABB02       | N/A                      |
| 37 | 3             | "Faith, Hope and Trick" | James A. Contner    | David Greenwalt                                                        | 13 oktober 1998         | 3ABB03       | N/A                      |
| 38 | 4             | "Beauty and the Beasts" | James Whitmore, Jr. | Marti Noxon                                                            | 20 oktober 1998         | 3ABB04       | N/A                      |
| 39 | 5             | "Homecoming"            | David Greenwalt     | David Greenwalt                                                        | 3 november 1998         | 3ABB05       | N/A                      |
| 40 | 6             | "Band Candy"            | Michael Lange       | Jane Espenson                                                          | 10 november 1998        | 3ABB06       | N/A                      |
| 41 | 7             | "Revelations"           | James A. Contner    | Douglas Petrie                                                         | 17 november 1998        | 3ABB07       | N/A                      |
| Faith Lehane och Buffy slåss nu tillsammans, med Giles som väktare. Då dyker Gwendolyn Post, Faiths nya väktare, upp. Mrs. Post förvarnar dem om att demonen Lagos är på väg till Sunnydale, och att de måste hitta hans vante, Glove of Myhnogon, innan han själv gör det. Gwendolyn Post lyckas få Faith att samarbeta med henne, och med hjälp av Angel hittar de vanten. När de är på väg att förstöra vanten visar det sig att det är Mrs. Post som är ute efter den. Innan de inser att de blivit lurade utkämpar Buffy och Faith sitt första slagsmål mot varandra, men lyckas inse i tid att de inte skall bekämpa varandra utan den gemensamma fienden Mrs. Post. |               |                         |                     |                                                                        |                         |              |                          |
| 42 | 8             | "Lover's Walk"          | David Semel         | Dan Vebber                                                             | 24 november 1998        | 3ABB08       | N/A                      |
| 43 | 9             | "The Wish"              | David Greenwalt     | Marti Noxon                                                            | 8 december 1998         | 3ABB09       | N/A                      |
| I "The Wish" är Cordelia tillbaka i skolan efter att ha upptäckt Xanders och Willows affär och samtidigt råkat ut för en olycka. Hon vill nu hitta tillbaka till sina gamla vänner, men det visar sig inte vara det lättaste. Hon träffar då Anyanka och berättar för henne om sina tankar om Xander och sina problem. Hon berättar att hon skuldlägger Buffy för allt som hänt henne de senaste åren och önskar att Buffy aldrig kommit till Sunnydale. Cordelias önskan uppfylls, eftersom det visar sig att Anyanka är en önskeuppfyllande demon, och Cordelia får därmed uppleva hur Sunnydale hade sett ut utan Buffy. Mästaren har Sunnydale i sitt våld, utegångsförbud råder och skolan är nästintill tömd på folk. Cordelia inser snabbt sitt misstag och försöker ställa allt tillrätta genom att söka upp Willow och Xander. Av dessa får hon dock ingen hjälp - de har blivit vampyrer. Kvar finns Giles och ett gäng som försöker hålla vampyrerna i schack, och de lyckas, trots att Cordelia mördas, att få Buffy till Sunnydale och därmed återställa världen som den en gång var. |               |                         |                     |                                                                        |                         |              |                          |
| 44 | 10            | "Amends"                | Joss Whedon         | Joss Whedon                                                            | 15 december 1998        | 3ABB10       | N/A                      |
| Angel har börjat drömma konstiga drömmar om sitt förflutna och ser konstiga saker hela tiden som driver han till vansinne. Han besöker Giles för att be om hjälp, som tar emot honom fast med en armborst till säkert försvar. Men innan de hinner börja reda ut det så ser Angel Miss Calander stå vid sida nom Giles och det blir droppen för honom. Willow, Xander, Giles och Buffy börjar läsa på om vad som kan ha drabbat Angel. |               |                         |                     |                                                                        |                         |              |                          |
| 45 | 11            | "Gingerbread"           | James Whitmore, Jr. | Synopsis av : Thania St. John & Jane Espenson Manus av : Jane Espenson | 12 januari 1999         | 3ABB11       | N/A                      |
| 46 | 12            | "Helpless"              | James A. Contner    | David Fury                                                             | 19 januari 1999         | 3ABB12       | N/A                      |
| Det är Buffys 18-årsdag, men allt är inte som det ska. Under en strid med en vanlig vampyr är hon på väg att förlora alla sina dråparkrafter. Giles tror att det är en fas, men under deras träning visar det sig vara Giles som orsakar detta, med Buffy ovetandes. Under varje dråpares 18-årsdag ställs de inför ett test, att kunna besegra en vampyr med endast fantasi och utan krafter. Vampyren som Buffy ska möta hålls fången av Väktarrådet men lyckas rymma. Giles väljer då att berätta för Buffy om testet, vilket är förbjudet. Buffy blir sårad, men måste nu ändå besegra en stark vampyr på fri fot utan några som helst dråparkrafter. Vampyren är ovanligt grym och tar Joyce till fånga. Buffy lyckas bekämpa vampyren och klarar med det testet. Den som inte klarade testet var Giles som berättade för Buffy om testet, och han blir därmed av med sin Väktarroll. |               |                         |                     |                                                                        |                         |              |                          |
| 47 | 13            | "The Zeppo"             | James Whitmore, Jr. | Dan Vebber                                                             | 26 januari 1999         | 3ABB13       | N/A                      |
| 48 | 14            | "Bad Girls"             | Michael Lange       | Douglas Petrie                                                         | 9 februari 1999         | 3ABB14       | N/A                      |
| 49 | 15            | "Consequences"          | Michael Gershman    | Marti Noxon                                                            | 16 februari 1999        | 3ABB15       | N/A                      |
| 50 | 16            | "Dopplegangland"        | Joss Whedon         | Joss Whedon                                                            | 23 februari 1999        | 3ABB16       | N/A                      |
| Demonen Anyanka är nu fast på jorden som vanlig människa och kallar sig Anya. I avsnittet The Wish förlorade hon sin kraft genom att hennes halsband förstördes, hennes kraftcenter. Hon vill nu gå tillbaka till den värld där det blev förstört, Cordelias önskan, för att få tillbaka det. Hon söker upp Willow för att få hjälp, eftersom hon vet att Willow är en häxa. Vid ritualen tas dock inte halsbandet tillbaka utan vampyr-Willow. Vampyr-Willow vill nu försöka skapa den värld där hon kom ifrån, och tar därför tillsammans med ett vampyrgäng över nattklubben The Bronze. De båda Willowarna vet inte om varandra tills vampyr-Willow söker upp Willow i biblioteket där vanliga Willow slår henne medvetslös och låser in henne. För att nu kunna rädda de instängda människorna på The Bronze, utan att de andra vampyrerna anar oråd, klär Willow ut sig till vampyr-Willow. Buffy och gänget tror att Willow har blivit vampyr och blir därför ledsna, tills Willow i den verkliga världen lyckas överbevisa dem. Vampyrerna övermannas och eftersom Willow inte kan förmå sig att döda sitt vampyr-alter ego så skickar de tillbaka vampyr-Willow till den värld hon kom ifrån. |               |                         |                     |                                                                        |                         |              |                          |
| 51 | 17            | "Enemies"               | David Grossman      | Douglas Petrie                                                         | 16 mars 1999            | 3ABB17       | N/A                      |
| 52 | 18            | "Earshot"               | Regis Kimble        | Jane Espenson                                                          | 21 september 1999       | 3ABB18       | N/A                      |
| Vid en strid med två demoner blir Buffy infekterad av en av demonerna, som hon dock lyckas döda. Den andra demonen lyckas smita. I början märks inget av infektionen men när de tar reda på mer så visar det sig att Buffy kommer att få en av demonens egenskaper, vilket visar sig vara tankeläsning. I början verkar det väldigt användbart, men till sist kan hon inte urskilja en endaste tanke och kan inte stänga av förmågan. I matsalen lyckas hon urskilja en tanke om att någon tänker döda alla elever vid lunch nästa dag. Buffy måste hållas isolerad till dess att ett botemedel hittats. Botemedlet visar sig vara den andra demonens hjärta, vilket Angel får tag i. Scooby-gänget försöker ta reda på vem som tänkt tanken, och hittar så småningom en lapp av Jonathan Levinson där han tar farväl av alla. Buffy hittar honom med ett gevär och försöker tala honom till rätta, då det visar sig att han tänkt begå självmord, inte massmord. När Xander är och snokar i matsalen upptäcker han att mattanten häller råttgift i maten, och de lyckas därmed stoppa katastrofen innan den är ett faktum.                                                                            |               |                         |                     |                                                                        |                         |              |                          |
| 53 | 19            | "Choices"               | James A. Contner    | David Fury                                                             | 4 maj 1999              | 3ABB19       | N/A                      |
| 54 | 20            | "The Prom"              | David Solomon       | Marti Noxon                                                            | 11 maj 1999             | 3ABB20       | N/A                      |
| 5556 | 2122          | "Graduation Day"        | Joss Whedon         | Joss Whedon                                                            | 18 maj 199913 juli 1999 | 3ABB213ABB22 | N/A                      |

## Hemvideoutgivningar
Hela säsongen utgavs på DVD i region 1 den 7 januari 2003.

### Fotnoter
1. ↑  ”Nielsen ratings”. USA Today (Gannett Company):  s. D3. 29 september 1998. Arkiverad från originalet den 15 april 2018. https://www.webcitation.org/6yhYKyLRX?url=http://anythingkiss.com/pi_feedback_challenge/Ratings/19980928_TVRatings.pdf. Läst 5 mars 2016.
2. ↑  ”Buffy the Vampire Slayer - Season 1” (på engelska). TV Shows on DVD. 7 januari 2003. Arkiverad från originalet den 9 oktober 2008. https://web.archive.org/web/20081009113311/http://www.tvshowsondvd.com/releases/Buffy-Vampire-Slayer-Season-3/1565. Läst 16 februari 2017.